# Martín de Alzaga
Martín de Álzaga (Aramaio, 11 novembre 1775 – Buenos Aires, 6 luglio 1812) è stato un politico spagnolo di origine basca.
Nel 1807 divenne sindaco di Buenos Aires e ne organizzò la difesa dalle truppe inglesi. Nel 1809 obbligò Santiago de Liniers a dimettersi, ma fu fucilato (1812) dalle truppe spagnole.